# Windle
Windle – osada i civil parish w Anglii, w Merseyside, w dystrykcie St. Helens. W 2011 civil parish liczyła 2546 mieszkańców.